# NGC 7217
NGC 7217 is een spiraalvormig sterrenstelsel in het sterrenbeeld Pegasus. Het ligt 41 miljoen lichtjaar van de Aarde verwijderd en werd op 7 september 1784 ontdekt door de Duits-Britse astronoom William Herschel.

## Synoniemen
- UGC 11914
- MCG 5-52-1
- ZWG 494.2
- KARA 947
- IRAS 22056+3106
- PGC 68096